# PCC-767 순천
PCC-767 순천은 포항급 10번째 초계함이다. ‘순천함’은 코리아타코마조선소에서 건조되어 1988년 9월 30일 취역했다. 1989년 7월 16일부터 2함대에 예속되어 서해 NLL 경계작전 임무를 수행한 순천함은 2009년 11월 10일 대청해전에서 전공을 세우기도 했다. 이후 2012년 3월부터는 3함대로 예속되어 남방해역 수호 임무를 수행해왔다.
30년 넘게 최전선에서 조국수호 임무를 수행한 순천함은 이후...
2019년 12월 24일 영예로운 임무종료 및
새단장후 2021년 페루해군에 공여되어 "B.A.P 기세."함으로 명명되어 기존 공여된 경주함과 함께 환태평양 훈련등 우방 페루해군의 주력함으로 사용중이다.
참고로 순천함 과 연관된 재미있는 사실은
(순천시 지명과 연관된 pcc는 순천함.여수함.신성함 3척이다)
아 콜벳.프리깃 전투함은 지명유래를 원칙으로 하나
포항급중 유일하게 시.도단위 등급이 아닌 Pcc인
783-신성함이 있다.
참고로 신성도 지명이긴 하나..
PCC 명명처인 시단위는 아니고 마을 단위이며
이충무공 유적지인 전남 순천시 해룡면 신성리
(신성포/순천왜성/이충무공사당 충무사가 위치, 정유재란때 왜군장수 고니시 유키나가가 이순신과,명의 해군을 맞아 최후 항전의 거점으로 왜성을 쌓고 칩거한 곳)의 마을 지명이다.
이충무공.송희립.정운 장군과 함께 위패를 모시고 있다.

이로서 순천시는 767순천함과 783신성함 그리고 765여수함 까지..
세척의 전투함 명명지가 되기도 하는듯 하다.
(당시 순천부 관할은 순천.신성.여수임)
아마..
이충무공의 전적및 구선의 선소, 풍전등화의 조선의 7년간의 전쟁을 끝내는등..
많은 역할을 담당했던 순천부(현재여수포함)의 역사적 의의 때문일까?
현재는 순천시 신성리 앞 바다를 매립후 율촌산단이(현대제철외) 입주하여 해안선이 많이 바뀌었다
Written by 장형환